# Circaea decipiens
Circaea × decipiens är en hybrid mellan häxörtsarterna Circaea erubescens och stor häxört C. lutetiana. Den beskrevs av David Edward Boufford 1982.